# Hypertrophy-specific training
De hypertrophy-specific training (HST) is een trainingsmethode voor krachtsporters gericht op spierhypertrofie. 

## Training
Het doel van deze training is het creëren van spiermassa bij krachtsporters. HST is ontworpen door Bryan Haycock, een verder onbekend iemand in de krachtsport-wereld. Hij heeft heel wat onderzoeken bestudeerd en daaruit een trainingsmethode opgebouwd die gebaseerd is op enkele eenvoudige basisprincipes.

### Mechanische belasting
Door mechanische belasting zal er in een spier microtrauma optreden wat spiergroei bevordert.

### Frequentie
In tegenstelling tot een gewoon splitschema, zegt HST dat elke spiergroep minstens driemaal per week getraind moet worden. In wezen kan dit neer komen op driemaal per week full-body-training, waarbij dus alle spiergroepen getraind worden. De verklaring hiervoor is dat de factoren die wijzigen na een training in een spier, zoals glycogeenniveaus en IGF-1, na ongeveer 48 uur hun normale waarde weer bereikt hebben. Daarmee kan na ongeveer 48 uur een spier weer belast worden en mag er weer microtrauma ontstaan. Naast driemaal trainen in de week zijn er veel varianten mogelijk, zoals een upper/lowerbody split of push/pull splits, waarbij dan zes keer of soms twaalf keer per week getraind wordt.
Klassieke training waar je dus eenmaal per zeven dagen traint houdt in dat men ongeveer twee dagen groeit en de andere dagen zijn enkel onderhoud van die groei en daarmee verloren tijd.

### Progressief opbouwen
Een spier groeit pas als er microtrauma ontstaat. Het is echter niet nodig een spier steeds met zijn maximaal gewicht (RM, rep maximum, het gewicht dat maximaal gehaald wordt bij een bepaald aantal reps) te belasten. Afhankelijk van het conditioneringsniveau van een spier is een lichter gewicht ook voldoende om microtrauma te veroorzaken en dit in even grote mate als een hoger gewicht. 
Na voldoende training met een bepaald gewicht treedt er geen microtrauma meer op en is er sprake van conditionering voor dat gewicht. Alleen een hoger gewicht creëert dan nog microtrauma. Dit is progressief opbouwen, wat werkt tot een zeker maximum, daarna heeft deze overload geen nut meer.

### Strategisch deconditioneren
Door negen tot twaalf dagen te rusten, kunnen de spieren deconditioneren. Gedurende de eerste zeven dagen herstellen de spieren van het microtrauma. De dagen verlaagt het niveau waarop microtrauma optredt, terwijl de periode kort genoeg is om atrofie of spierafbraak te voorkomen.
Na deconditionering treedt bij een lager gewicht microtrauma op in de spier, zodat er met lagere gewichten getraind kan worden. Hogere gewichten zijn niet zinvol, aangezien een spier maar een bepaalde graad van microtrauma kan vertonen.